# Basílica de Sint Odiliënberg
La basílica de los Santos Wiro, Plechelm y Otger (en neerlandés: Basiliek van de H.H. Wiro, Plechelmus en Otgerus) es una antigua iglesia abacial neerlandesa fundada en el siglo VIII erigida en la ahora localidad de Sint-Odiliënberg, municipio de Roerdalen, en la provincia de Limburgo. La iglesia está situada en una colina sobre el río Roer. La iglesia de estilo románico ha sido reconstruida casi por completo dos veces; primero en 1880-1883, luego en 1945-1951.
Hoy es una iglesia parroquial que fue elevada al estatus de basílica menor por la iglesia católica romana en 1957.

## Historia

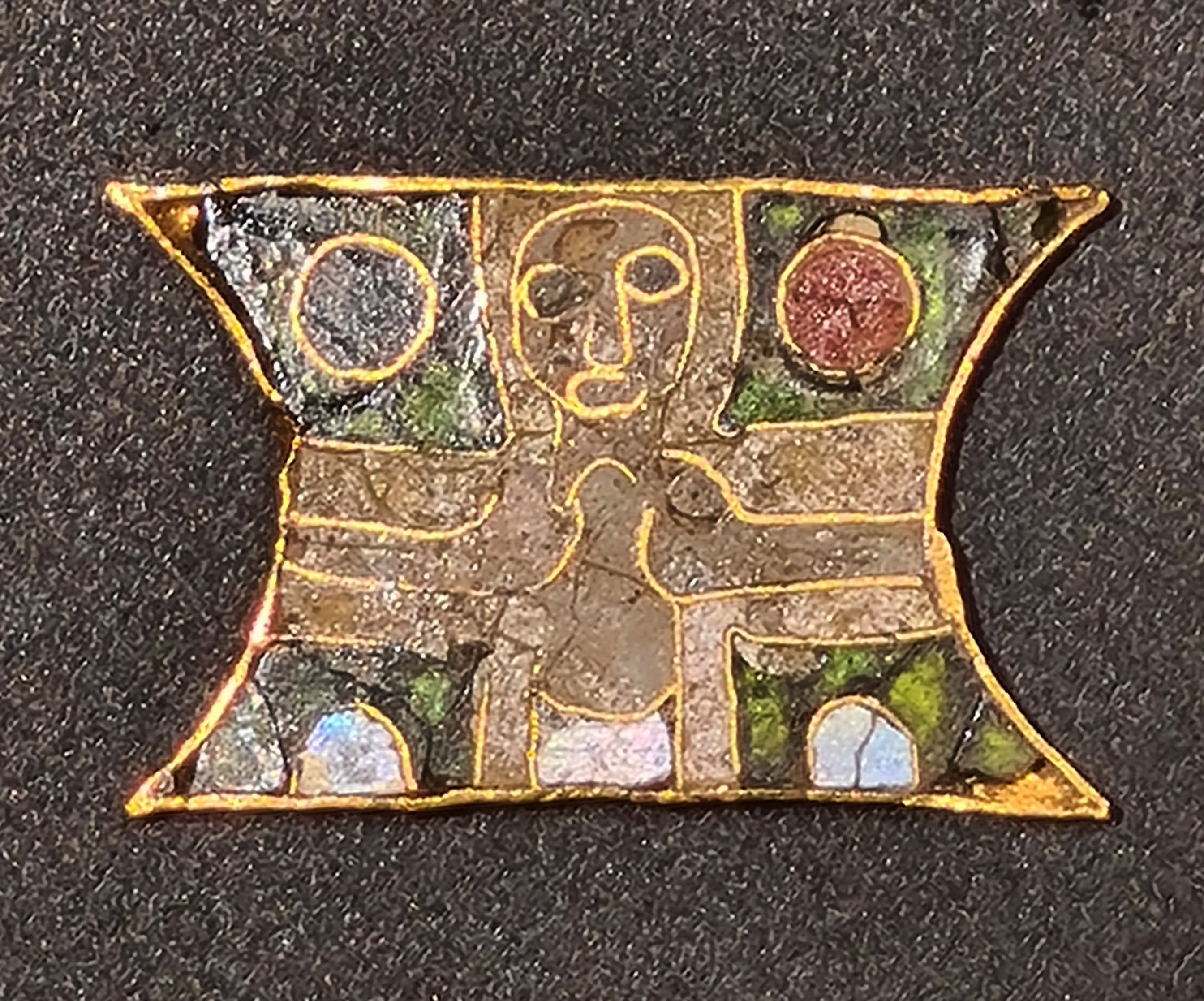
Placa de oro y esmalte del de Sint Odiliënberg (colección Centre Céramique, Maastricht)

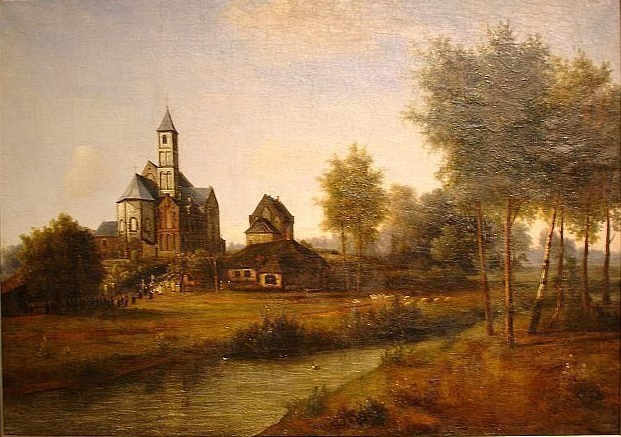
Iglesia en Sint Odiliënberg antes de la restauración, J.A. van der Drift, 1858 (Roerstreekmuseum, Sint Odiliënberg)

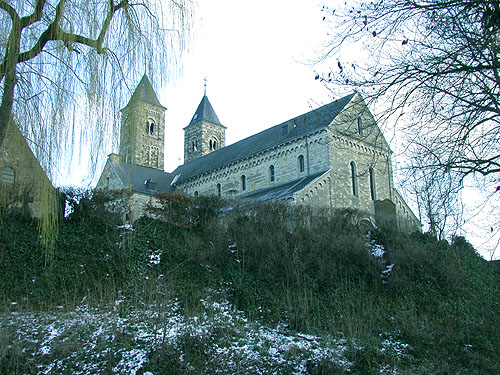
La basílica está situada sobre un montículo.

Según la tradición, tres sacerdotes misioneros sajones llegados de las islas británicas fundaron una abadía alrededor del año 700 en una colina cerca de Roer: Wiro, Plechelm y Otger. Más tarde, al pie de esa colina, surgió el pueblo de Sint Odiliënberg, el Sint-Petrusberg. En 858, el rey Lotario II donó este mons S. Petri y el monasterio al obispo Hungero de Utrecht. Durante la época de los ataques vikingos, el monasterio funcionó como lugar de refugio para el clero de Utrecht y durante mucho tiempo siguió siendo un enclave de Utrecht dentro de la diócesis de Lieja. En el siglo X, los restos de Wiro, Plechelmus y Otgerus fueron 'exaltados' por el obispo de Utrecht, lo que en la Edad Media equivalía a una canonización. A partir de ese momento, los tres santos fueron venerados en la diócesis de Utrecht.
En una escritura de 1057, el obispo de Lieja confirmó la donación de la iglesia de "Berg" (Sint Odiliënberg) a la diócesis de Utrecht. En 1226 el obispo de Utrecht cedió su participación en el alodio Sint Odiliënberg al conde Gerard III de Güeldres. La tutela perteneció a los señores de Heinsberg durante al menos un siglo y así siguió siendo después de 1226.
Posiblemente alrededor del año 1100 la comunidad monástica se transformó en un capítulo secular. El capítulo, que tenía un rector y siete canónigos en 1356, fue transferido a la Heilige Geestkapel en Roermond en 1361, donde tenía diez canónigos en 1433. En 1559 surgió el cabildo catedralicio de la diócesis de Roermond, que dos años más tarde fue trasladado a la catedral de San Cristóbal. Posteriormente se instalaron sepulcros en los edificios del monasterio de Sint Odiliënberg. A finales del siglo XVII se cerró el monasterio y la iglesia del monasterio se convirtió en iglesia parroquial.
De la primera iglesia no se han conservado restos sobre el suelo. Los restos arqueológicos más antiguos datan hacia el año 800. Se sabe que se trataba de un edificio de una única nave, con westwerk y un coro más estrecho. La iglesia estaba dedicada a San Pedro. Esta iglesia fue completamente reemplazada en los siglos XI y XII. Hacia 1360 se menciona un altar en la colegiata, dedicado a los santos Wiro, Plechelmus y Otgerus.
La iglesia es sólo parcialmente original y ha sido restaurada varias veces a lo largo de los siglos. La restauración tuvo lugar entre 1679 y 1688 por el pastor Willem Basel. Esta restauración probablemente no fue muy drástica. En 1706, el obispo de Roermond Angelus d'Ongnies et d'Estrees ordenó celebrar el milenario de la llegada de los santos Wiro, Plechelmus y Otgerus. Por lo tanto, algunas fuentes antiguas hablan del año 706 como fecha de fundación de la abadía.

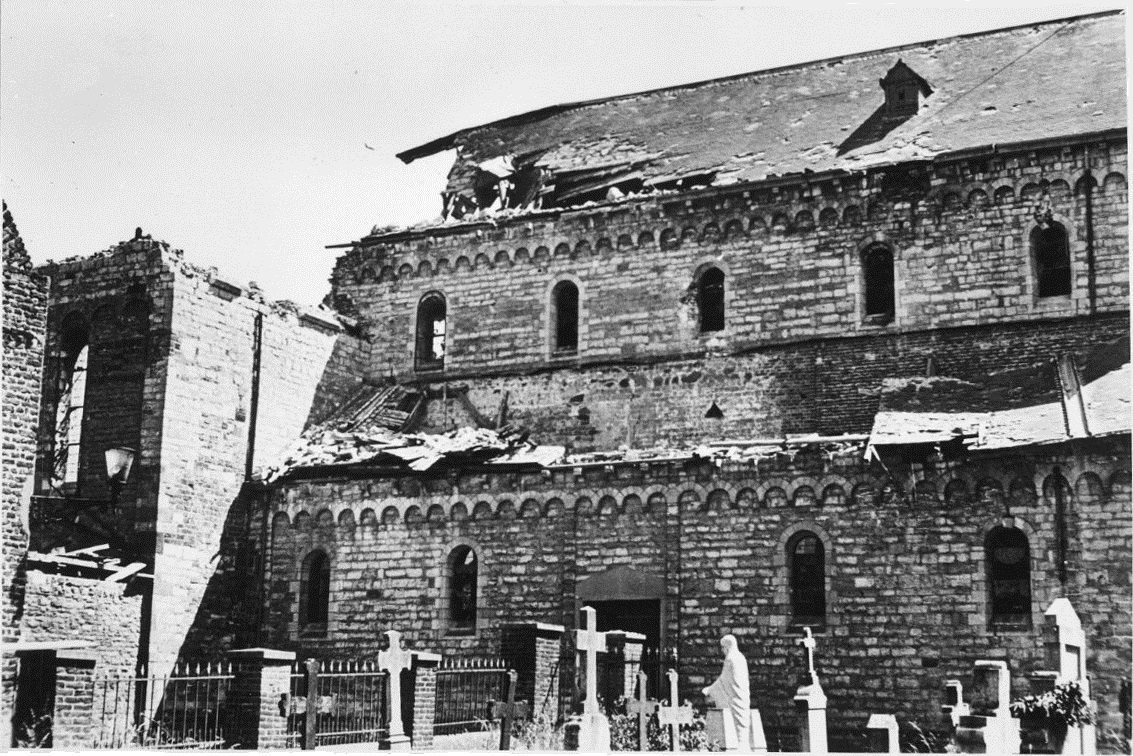
Daños de la guerra (1945)

La restauración más radical, a la que la iglesia debe su aspecto actual, se llevó a cabo entre 1880 y 1883 bajo la dirección del arquitecto Johannes Kayser, a instancias del pastor Michaël Willemsen. Las partes faltantes se reconstruyeron en parte basándose en fragmentos de edificios existentes. Las naves laterales, el brazo sur del crucero con torre, la fachada frontal y ambos coros laterales del crucero fueron completamente reconstruidos. Además, se renovaron las partes antiguas existentes. Durante la restauración, se descubrió una tumba donde se pensaba que estaban enterrados Wiro, Plechelmus y Otgerus. La iglesia restaurada fue consagrada en mayo de 1886 por el arzobispo Snickers de Utrecht.
Después de que las tropas alemanas volaran las torres del coro a principios de 1945, destruyendo gran parte del coro y del crucero, apenas quedaron ruinas. Después de la guerra, la iglesia fue reconstruida bajo la dirección de J. Witteveen, pero con un interior mucho más reducido. Durante la restauración de la iglesia, la Oficina Nacional de Investigación Arqueológica de Suelos (Rijksdienst voor het Oudheidkundig Bodemonderzoek) llevó a cabo investigaciones arqueológicas. En mayo y junio de 1949 se encontró debajo del coro un cierre de coro poligonal más antiguo. En el interior de este coro se encontraron restos de un suelo de argamasa roja de la Alta Edad Media. En el centro se encontró la tumba de un santo con el mismo mortero rojo y rellena de arena. Entre la arena se encontró un pequeño trozo de esmalte dorado con una cabeza de Cristo bastante primitiva, que está fechada hacia el siglo X. Debajo del altar hay una tumba aún más antigua. Es posible que aquí estuvieran enterrados los santos Wiro, Plechelmus y Otgerus. En 1953, Joep Nicolas recibió el encargo de realizar algunas vidrieras para la iglesia. Estas se llevaron a cabo en 1954. En septiembre de 1957 la iglesia fue elevada a basílica menor por el papa Pío XII.

## Descripción

### Exterior
La iglesia fue construida en parte en Kunradersteen, en parte con cantos rodados de Maas y en parte con piedra arenisca carbónica superior. Desde la restauración de Pierre Cuypers, la iglesia ha consistido en una nave de tres naves de cinco tramos y un coro más estrecho con un cierre de coro de tres partes, flanqueado por dos torres del coro y absidiolos.

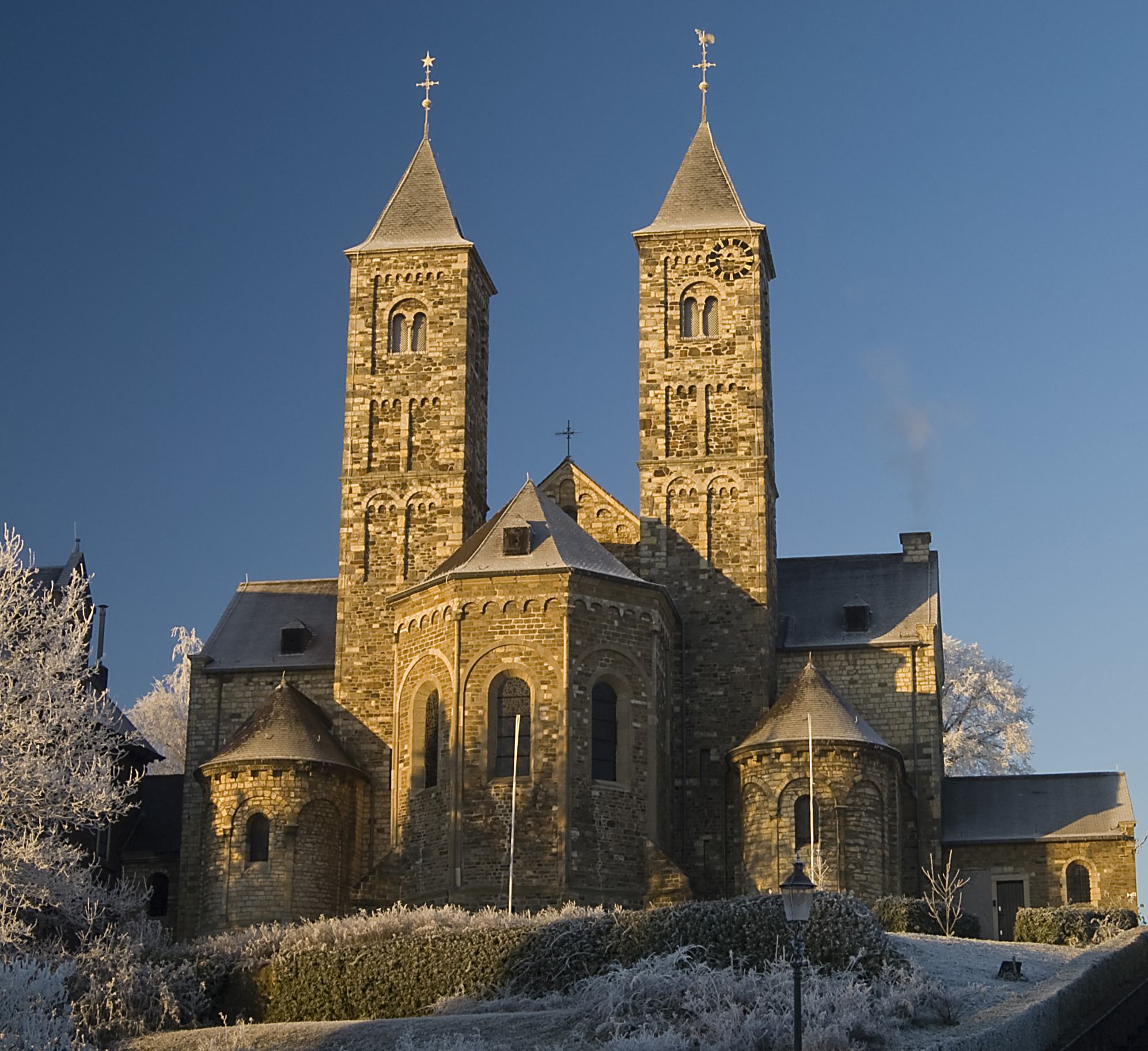
Parte del coro con absidiolos
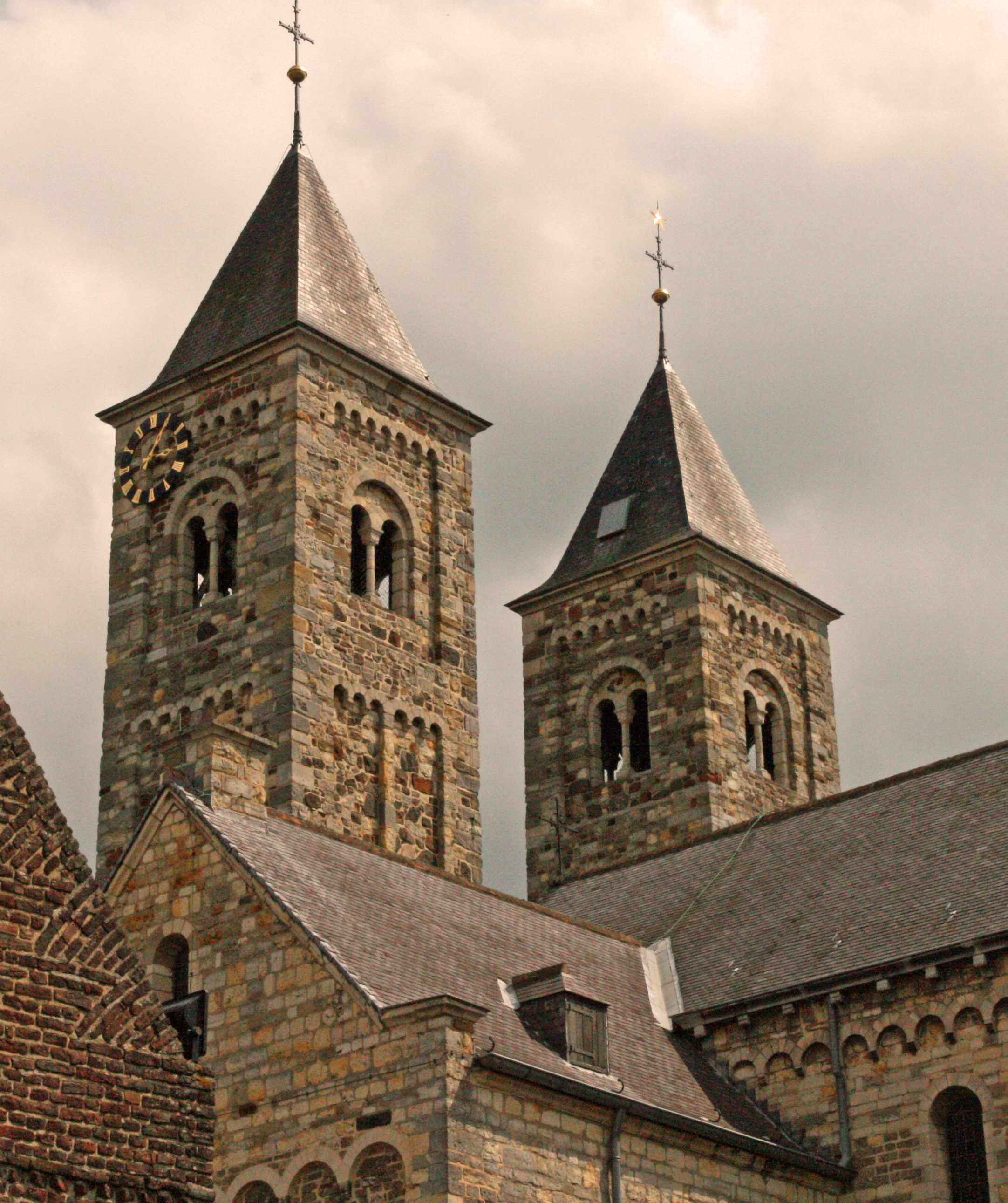
Detalle de las torres del coro
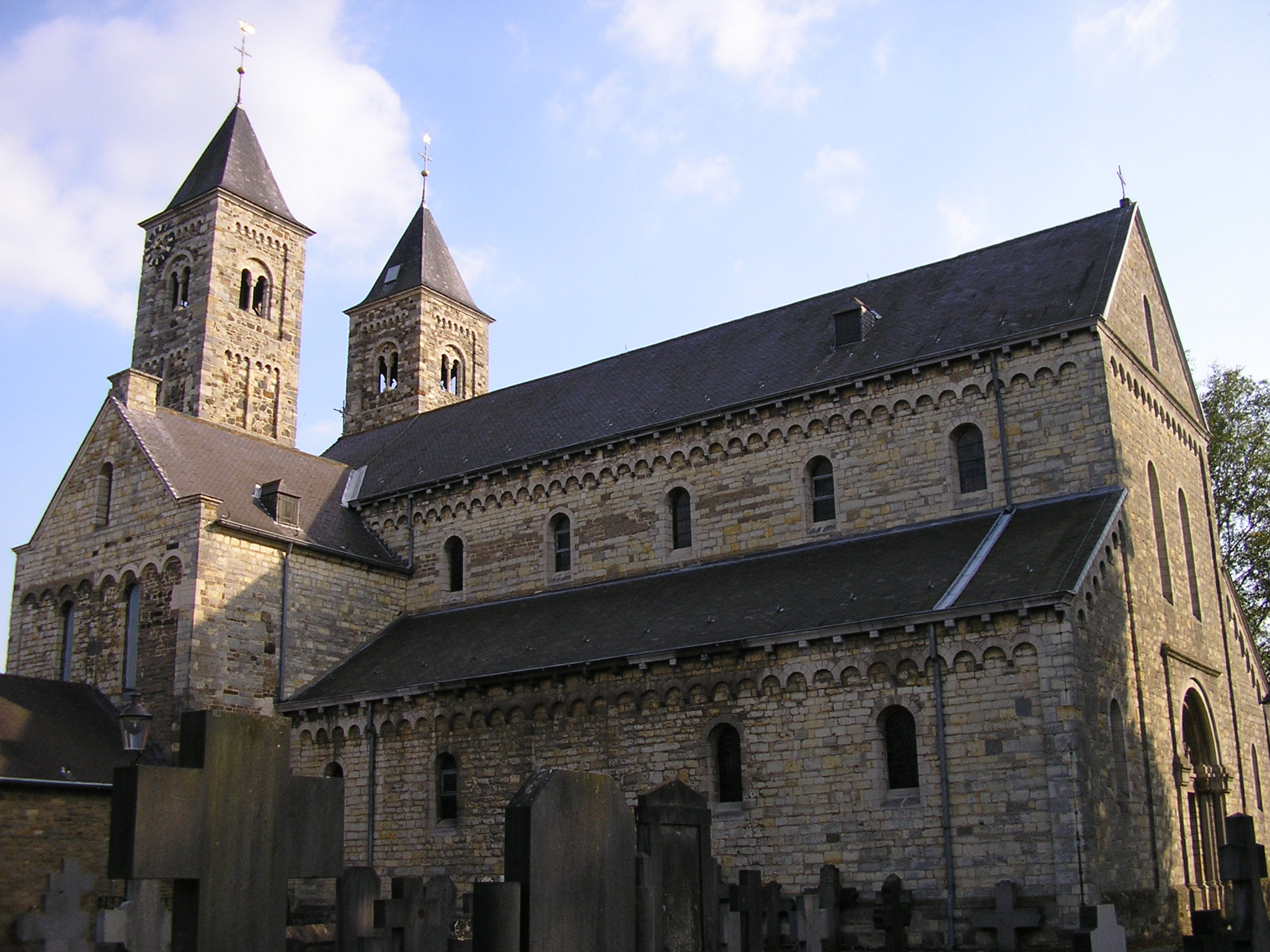
Lado norte con cementerio
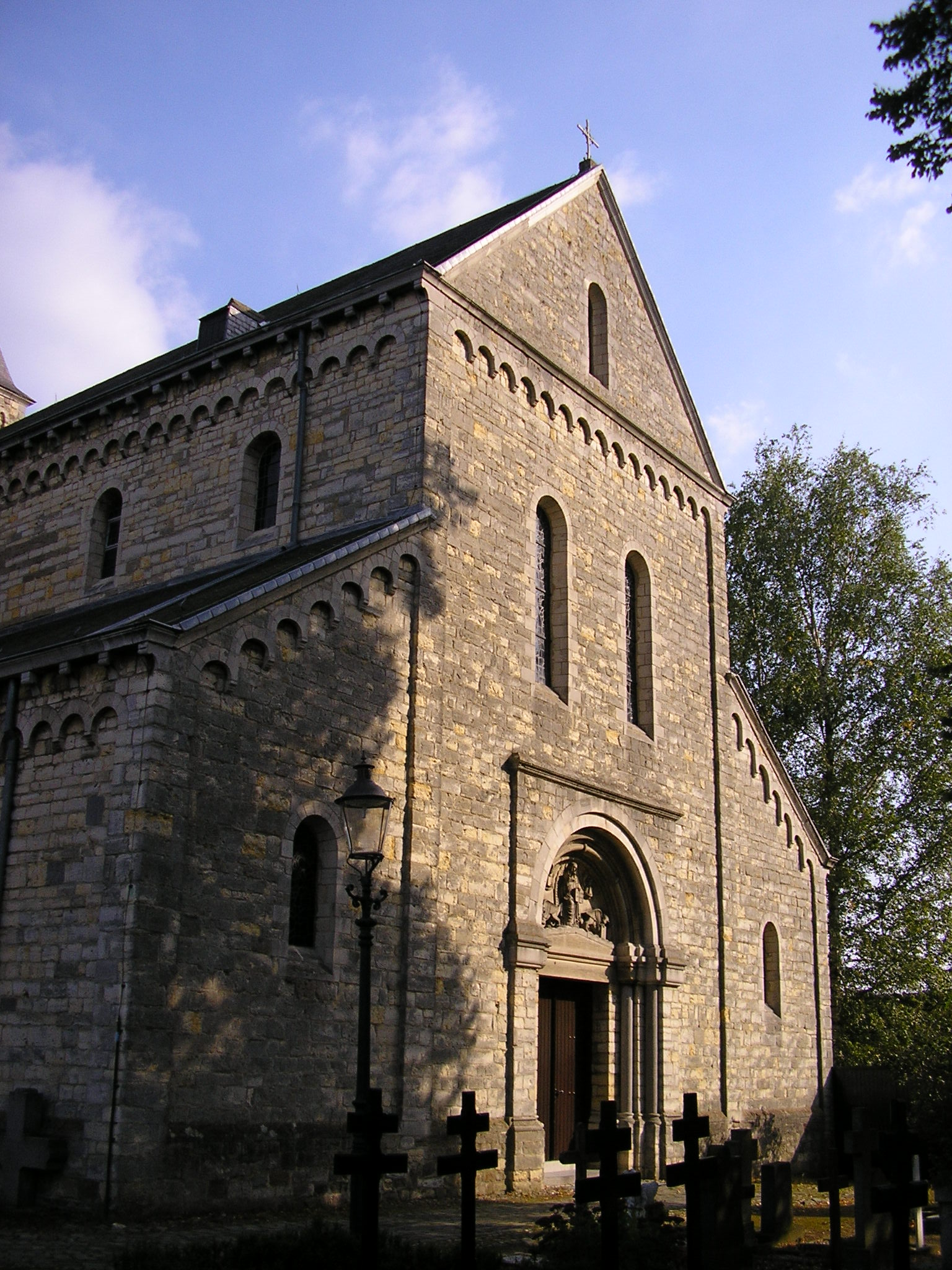
Fachada oeste

### Interior
El interior de la iglesia data en gran medida de después de 1945, pero refleja la imagen ideal que Cuypers tenía en mente de la iglesia románica en 1880. Predominan los pilares cuadrados sobre los que descansan arcos de medio punto. Los muros están enlucidos, excepto los pilares y el interior de los arcos. El techo es plano y de madera. La iglesia tiene un órgano de tubos de estilo barroco.

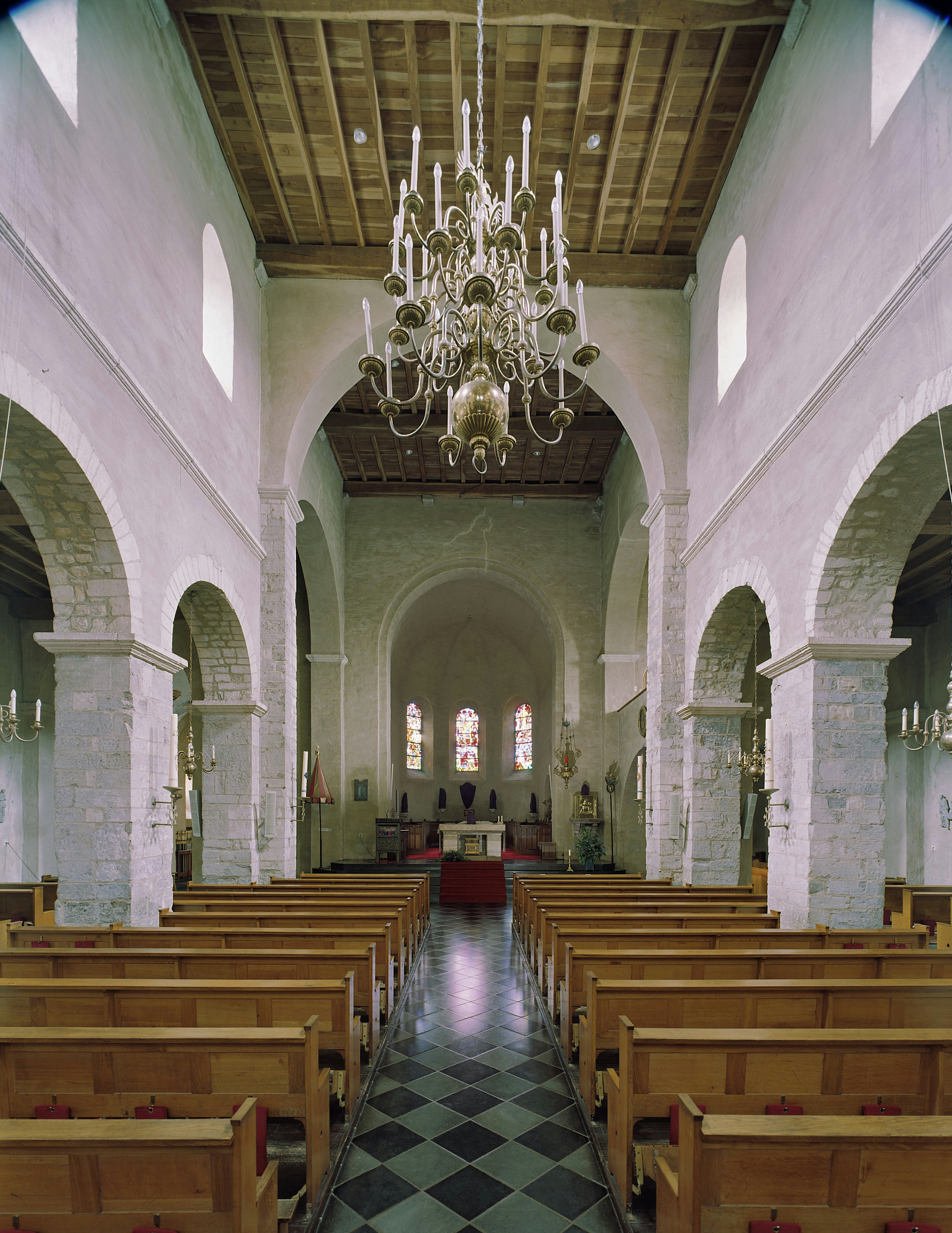
Vista al coro
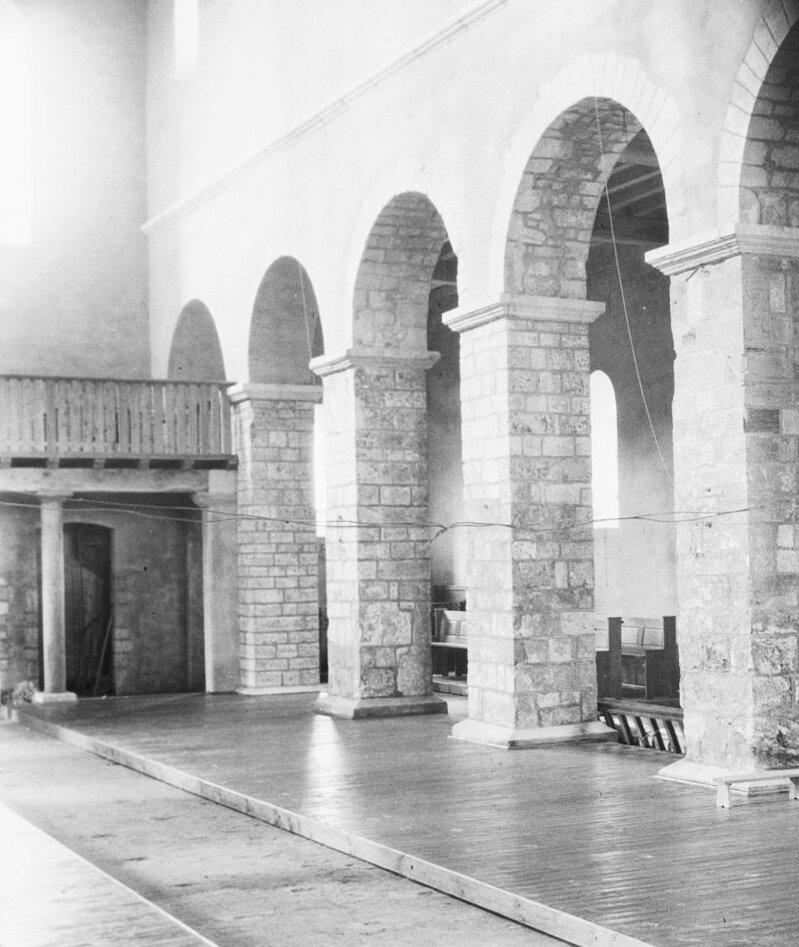
Sección noroeste, 1951
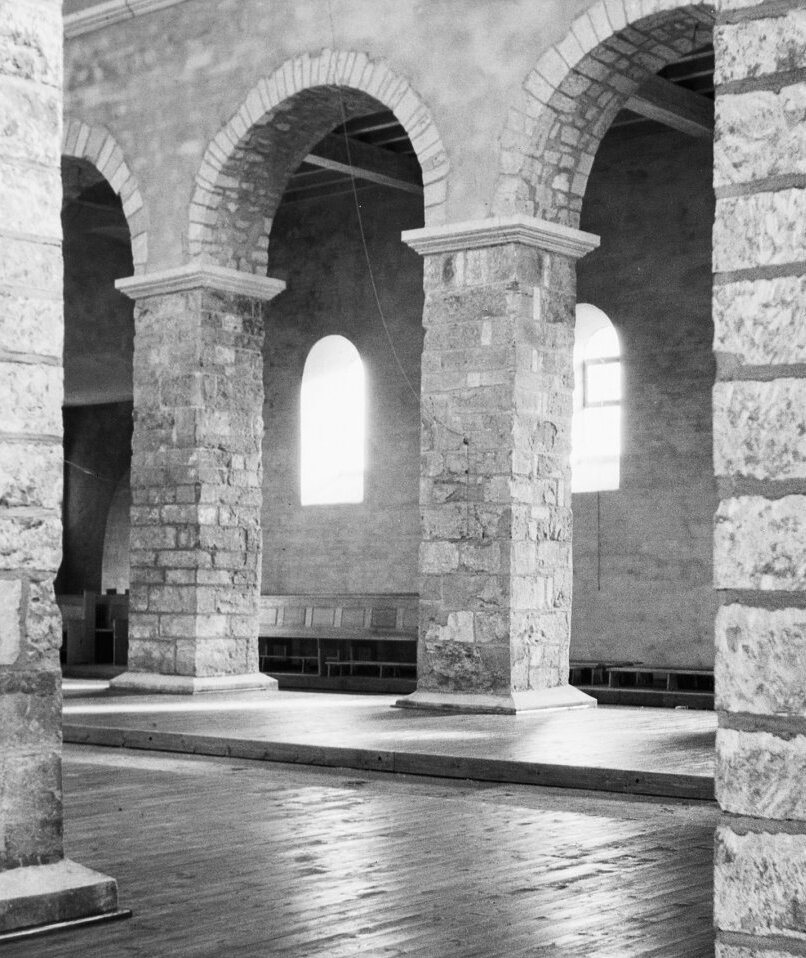
Vista desde la nave lateral, 1951
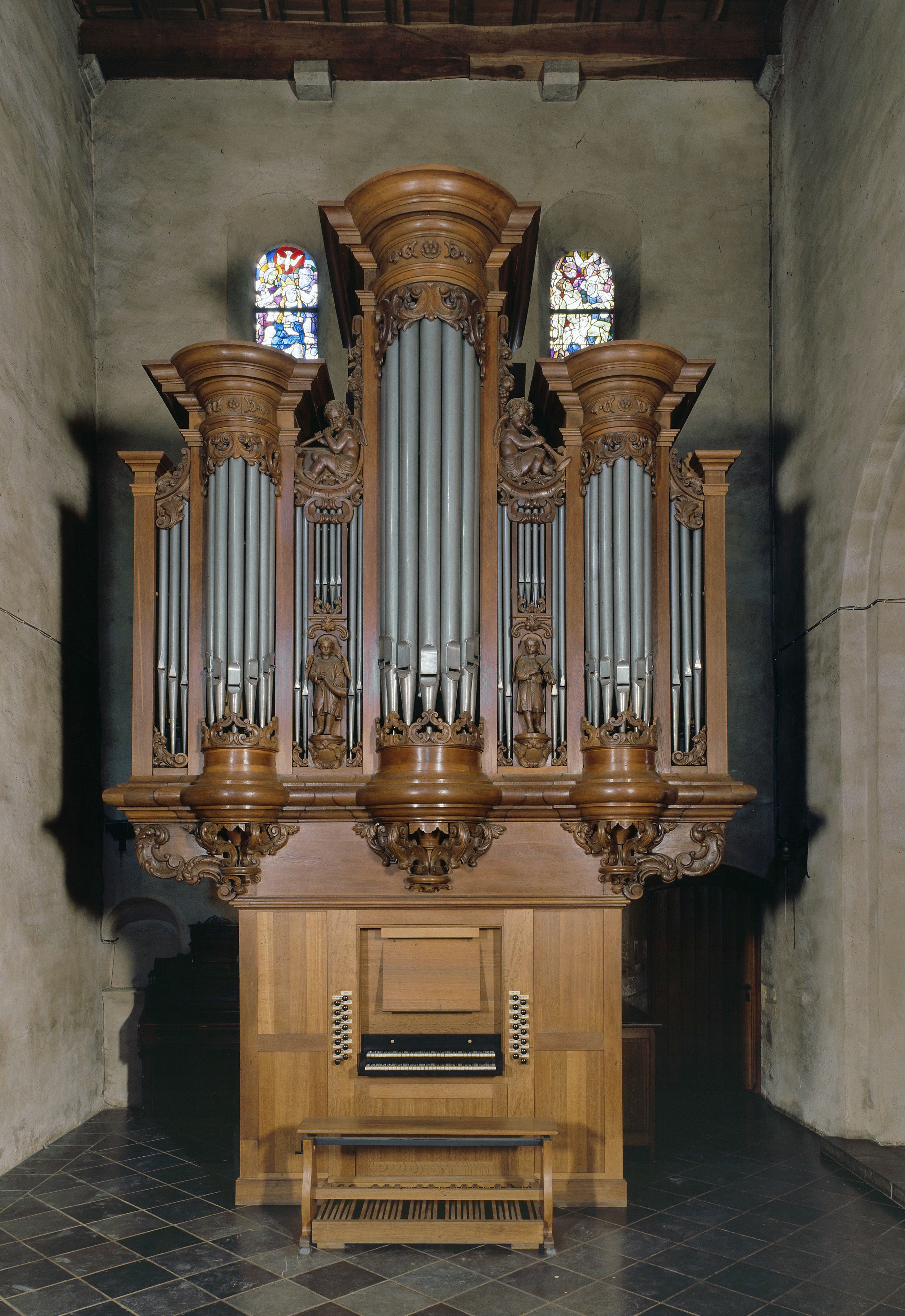
Órgano de iglesia barroca

### Reliquias y artefactos en el sitio y en otros lugares
La iglesia tiene muchos tesoros artísticos. La estatua más antigua es probablemente una sedes sapientiae del siglo XII, hoy en la Capilla de Nuestra Señora. Una pila bautismal de piedra azul probablemente también sea románica. Algunos relieves de los santos patrones (con los apóstoles en el reverso) son del siglo XIX.
Es posible que las reliquias de san Plechelmo hayan sido donadas a la iglesia de San Plechelmo en Oldenzaal ya en el siglo X. Las reliquias de San Otgerus terminaron en la ciudad de Groninga. Cuando el capítulo se trasladó a Roermond, los canónigos se llevaron las reliquias de Wiro, Plechelmus y Otgerus que les habían sido confiadas. Una parte de ellas regresó a Sint Odiliënberg en 1686, donde aún se conservan. En 1958 se vendió a la iglesia de San Nicolás en Heythuysen un relicario neogótico con las reliquias de Roermond. Todavía está presente en la iglesia una caja de reliquias neorrománica de los santos patrones Wiro, Plechelmus y Otgerus, colocada en un nicho del altar mayor.
Dos esculturas románicas de la iglesia original se encuentran en la colección del Rijksmuseum de Ámsterdam. Los relieves de aproximadamente 125 cm de altura representan a los apóstoles Santiago y Juan y son atribuidos por la historiadora del arte neerlandesa Elizabeth den Hartog al taller Heimo, un taller de cantero del siglo XII que estuvo durante algún tiempo en Maastricht. También se atribuyen a este estudio de Maastricht ocho fragmentos de un friso románico, probablemente parte de un ambón, cuatro capiteles y una columna con capitel. Cuypers los envió al Rijksmuseum, pero desde 1954 se conservan en el depósito del Museo Bonnefanten de Maastricht. En el Centre Céramique de Maastricht hay una placa de oro con una representación primitiva de Jesús en la cruz en técnica cloisonné de esmalte, posiblemente del siglo X y quizás alguna vez formó parte de un relicario o portada de un libro. Fue encontrado poco después de 1945 durante una investigación del suelo.

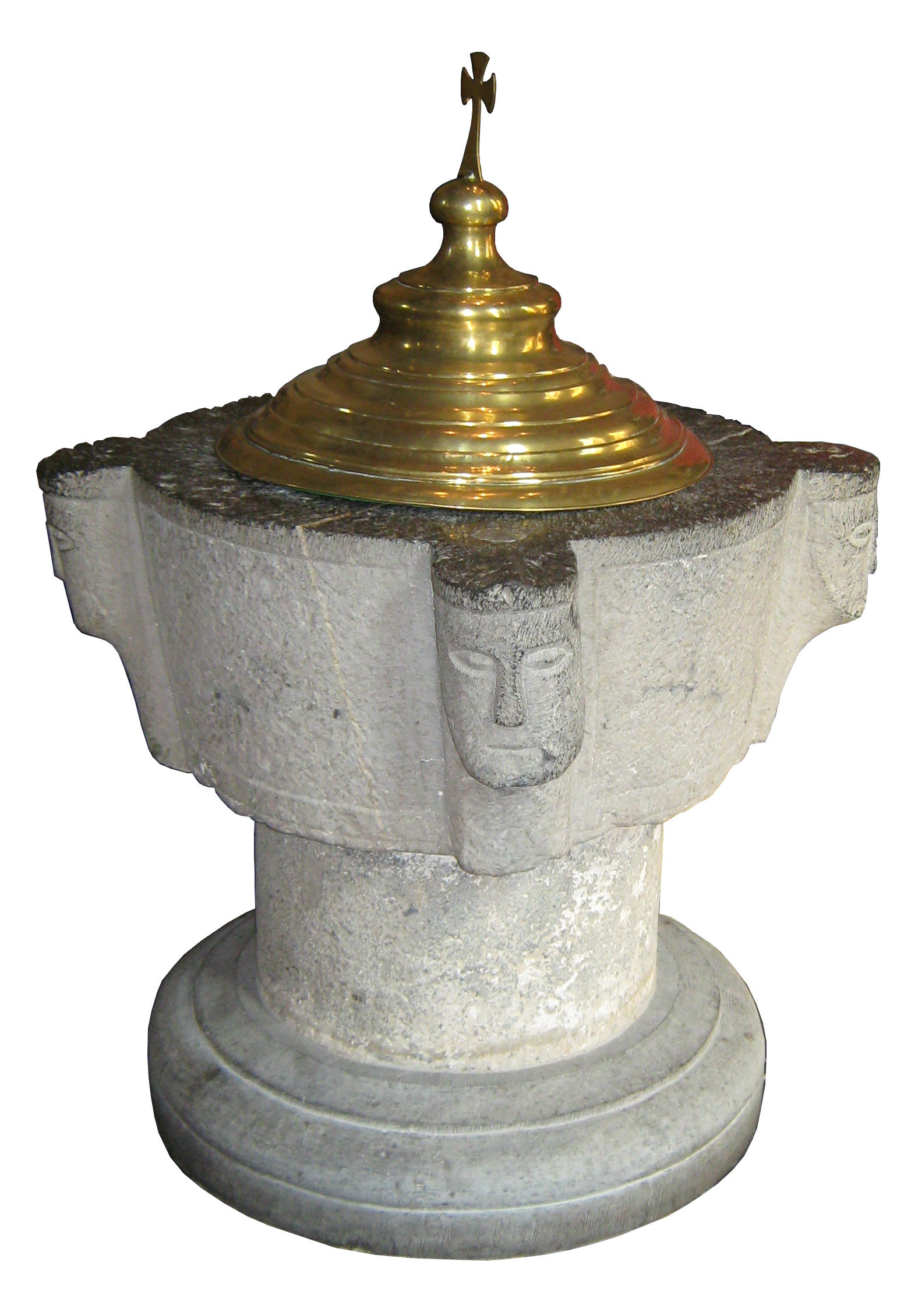
Pila bautismal románica en la iglesia
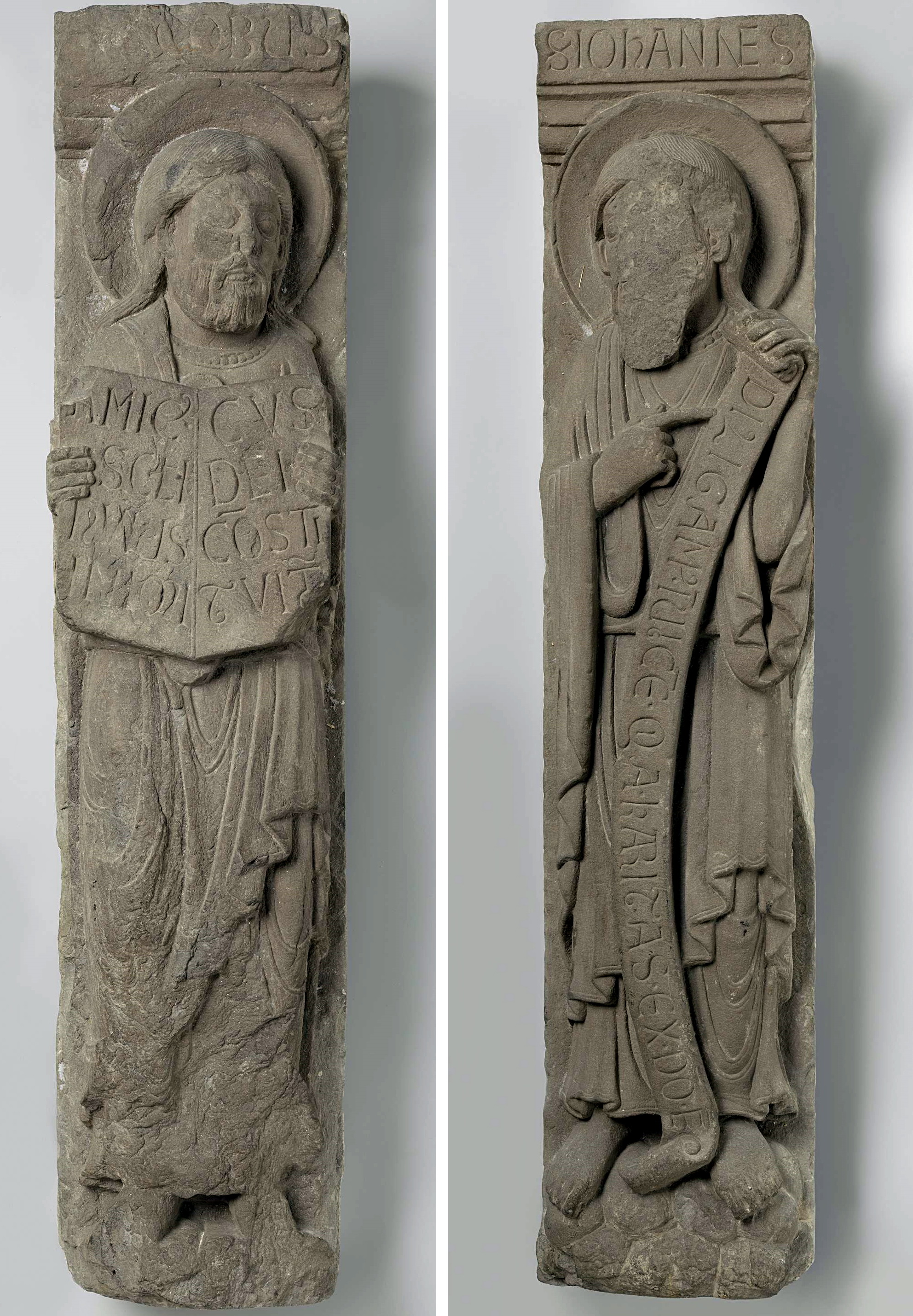
Relieves románicos de Santiago y Juan (Rijksmuseum)
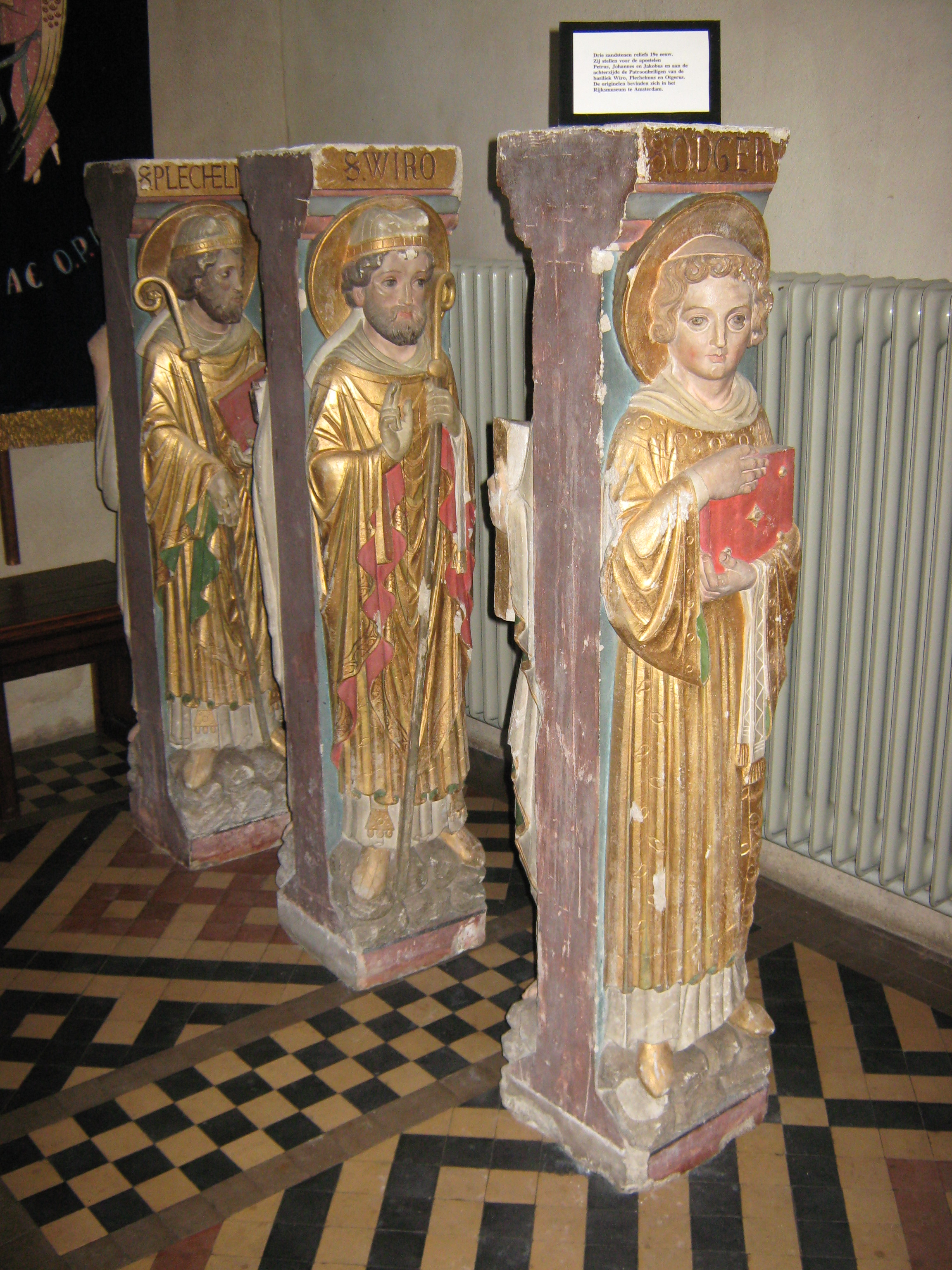
Relieves del siglo XIX de Wiro, Plechelmus y Otgerus
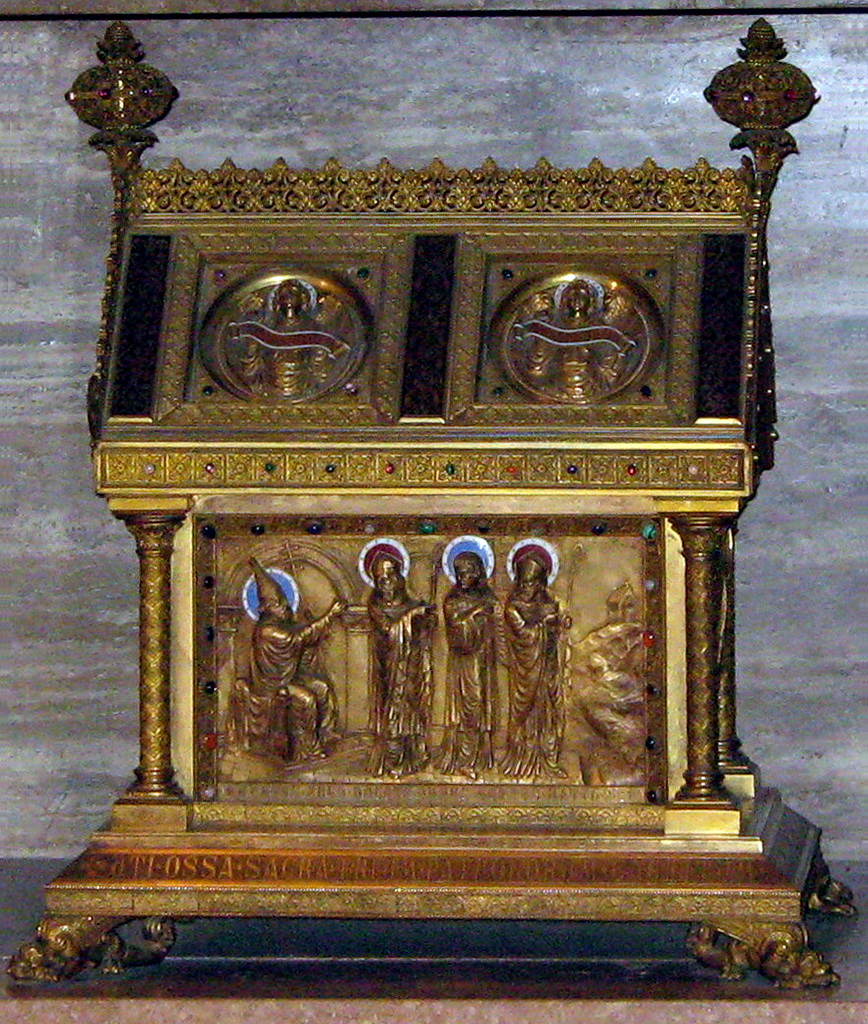
Relicario neorrománico en hornacina del altar

### Capilla

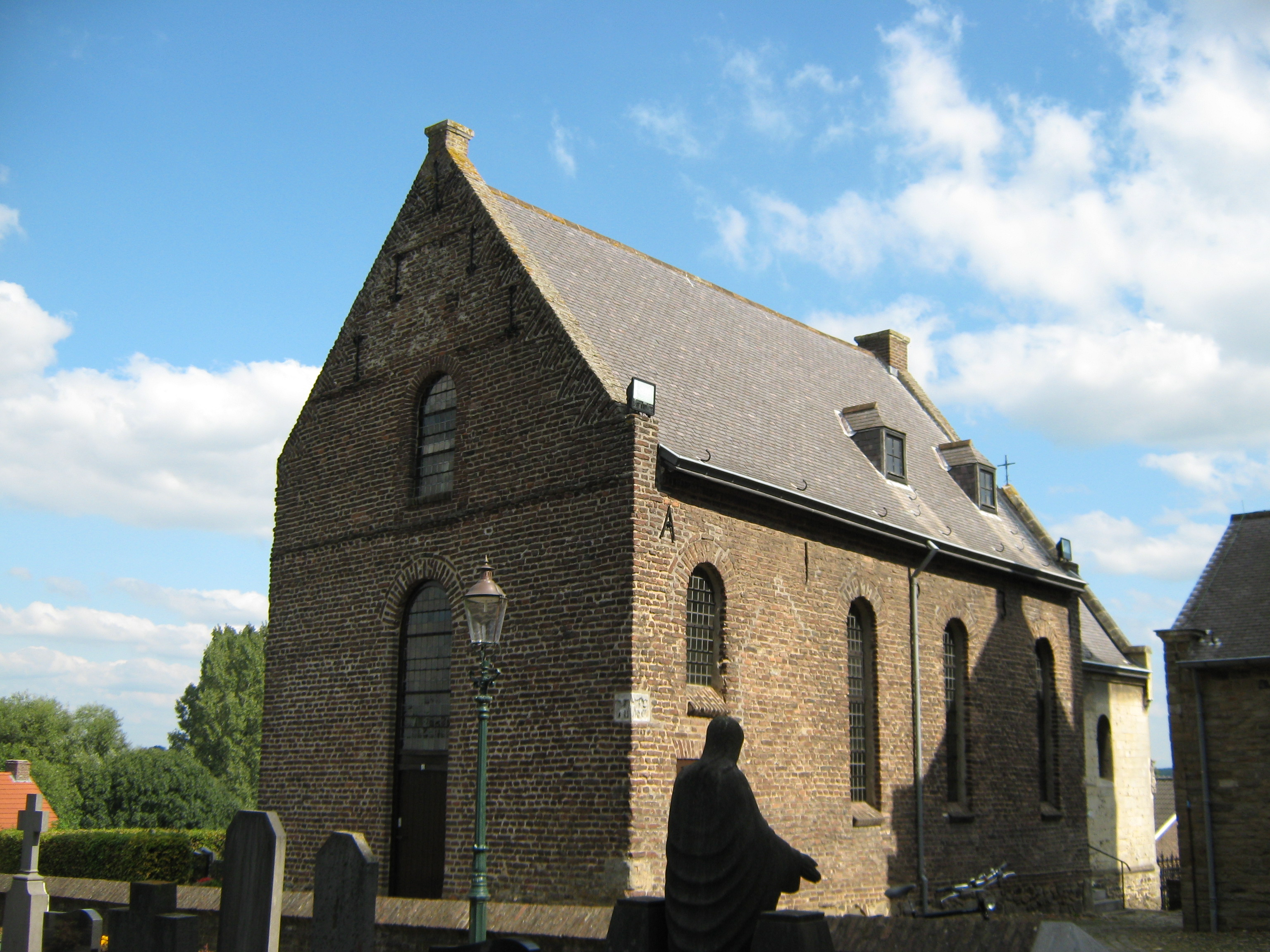
La capilla de Notre Dame

Junto a la basílica se encuentra la Capilla de Nuestra Señora (Onze-Lieve-Vrouwekapel), un edificio de una sola nave que fue fundado como iglesia parroquial en el siglo XI o XII y sirvió como tal hasta 1680. Aunque este edificio también ha sufrido muchos cambios, ahora se considera de mayor valor histórico que la basílica.